# Mahamed Aryphadzjyjew
Mahamed Aryphadzjyjew eller Mahamed Ali (hviderussisk: Магамед Давудавіч Арыпгаджыеў tr. Mahamed Davudavitj Aryphadzjyjew ; azeri: Məhəmməd Ariphacıyev ; russisk: Магомед Давудович Арипгаджи́ев tr. Magomed Davudovitj Aripgadsjijev) (født 23. september 1977 i Kaspijsk, Dagestan, Sovjetunionen) er en aserbajdjansk og hviderussisk bokser, der i  letsværvægt deltog ved Sommer-OL 2000 for Aserbajdsjan og ved Sommer-OL 2004 for Hviderusland . Ved OL i 2004 nåede han finalen, som han dog tabte til Andre Ward.
Han blev professionel i 2005, men tabte to af sine første 12 kampe.